# Philippa Georgiou
Philippa Georgiou è un personaggio immaginario dell'universo fantascientifico di Star Trek. Interpretata dall'attrice malese, di origini cinesi, Michelle Yeoh, compare nelle serie televisive Star Trek: Discovery, Star Trek: Short Treks ed è protagonista del quattordicesimo film del franchise, Star Trek: Section 31. Doppiato sempre da Michelle Yeoh, il personaggio è presente nella webserie Star Trek Logs e nel videogioco Star Trek Online. Philippa Georgiou compare inoltre in alcuni romanzi del franchise della collana Star Trek: Discovery, pubblicati dalla Gallery Books a partire dal 2017.
Nell'universo di Star Trek esistono due distinti personaggi chiamati Philippa Georgiou. La prima (qui chiamata Capitano Philippa Georgiou) è il capitano della Flotta Stellare al comando della USS Shenzhou NCC-1227, astronave distrutta nel 2256 dopo un attacco da parte dei Klingon. Questa Philippa Georgiou muore per mano del Klingon T'Kuvma nel 2256, durante la Battaglia delle Stelle Binarie. La seconda Philippa Georgiou (qui chiamata Imperatrice Philippa Georgiou) è la sua controparte dell'universo dello specchio, l'Imperatrice Terrestre Philippa Georgiou, incontrata dall'equipaggio della USS Discovery NCC-1031 e riportata da Michael Burnham nell'universo della Federazione, dove, facendosi passare per la Philippa Geourgiou defunta di questo universo, diviene prima operativa a bordo della USS Discovery, per poi unirsi alla Sezione 31, divenendone un agente.

## Storia del personaggio

### Capitano Philippa Georgiou
Philippa Georgiou è nata in Malaysia, sulla Terra. Dopo essersi diplomata all'Accademia della Flotta Stellare], diviene, raggiunto il grado di capitano, un ufficiale pluridecorato della Flotta Stellare.
Nel 2239, quando serve come tenente a bordo della USS Archimedes, Philippa Georgiou entra in contatto con il Kelpiano Saru, sul pianeta Kaminar. Nonostante i Kelpiani siano ancora a uno stadio pre-curvatura - ma non così i Ba'ul, l'altra specie senziente che vive sul pianeta e tiene in soggezione i Kelpiani - Philippa Georgiou fornisce a Saru della tecnologia della Federazione e la aiuta a entrare in contatto con loro, favorendo la sua richiesta di andarsene dal pianeta ed entrare in seguito nella Flotta Stellare, violando così la Prima Direttiva.
Secondo il romanzo non canonico Desperate Hours, il cognome le deriverebbe dall'ex marito Nikos Georgiou. Mentre, secondo il romanzo non canonico Drastic Measures, prima della USS Shenzou, nel 2246 sarebbe stata assegnata alla USS Narbonne e, in seguito alla crisi su Tarsus IV, alla USS Defiant, in qualità di ufficiale scientifico.
Durante la sua carriera nella Flotta Stellare, Philippa Georgiou ottiene un alto numero di encomi e onorificenze, tra cui la Star Cross e la Legion D'Onore. Ottiene inoltre un diploma all'Accademia Militare di Laikan, su Andoria, per il combattimento interstellare avanzato.
In data stellare 1207.3, cioè l'11 maggio 2256, viene chiamata con l'equipaggio della USS Shenzou NCC-1227 a indagare sui danni a un satellite della Federazione in orbita attorno a un sistema di stelle binarie. L'equipaggio della Shenzou scopre così la presenza di una nave Klingon e il contatto tra le due navi porta a uno scontro, la Battaglia delle Stelle Binarie, che innescherà la Guerra Klingon-Federale. Durante lo scontro iniziale, il capitano Georgiou viene uccisa dal leader dei Klingon, T'Kuvma.

### Imperatrice Philippa Georgiou
Nell'universo dello specchio, Philippa Georgiou ascende al titolo di Imperatrice dell'Impero Terrestre con i titoli di: Philippa Georgiou Augustus Iaponius Centarius, Sua Maestà Imperiale, Madre della Patria, Signore Supremo di Vulcano, Dominus di Qo'noS, Regina di Andoria. L'Imperatrice Georgiou è responsabile di aver reso Qo'noS un pianeta inospitale e, assieme a Sylvia Tilly, di aver soggiogato i Betazoidi e distrutto il pianeta Mintaka III. Ha inoltre bombardato Talos IV per rappresaglia contro i Talosiani, responsabili di aver tentato di ingannarla attraverso le loro illusioni psichiche.

## Gradi e assegnazioni

### Capitano Philippa Georgiou
| Anno   | Assegnazione         | Grado    | Ruolo                                |
| ------ | -------------------- | -------- | ------------------------------------ |
| 2239   | USS Archimedes       | Tenente  |                                      |
| 2246   | USS Narbonne         | Tenente? | Ufficiale scientifico (non canonico) |
| ?      | USS Defiant          | ?        | Ufficiale scientifico (non canonico) |
| ?-2256 | USS Shenzou NCC-1227 | Capitano | Capitano                             |

### Imperatrice Philippa Georgiou
| Anno    | Assegnazione                               | Grado      | Ruolo          |
| ------- | ------------------------------------------ | ---------- | -------------- |
| ? -2256 | Impero Terrestre (Universo dello specchio) | —          | Imperatrice    |
| 2257    | USS Discovery NCC-1031                     | Comandante |                |
| 2257-?  | Flotta Stellare-Sezione 31                 |            | Agente segreto |

## Sviluppo
Nel novembre del 2016 viene annunciato che Michelle Yeoh avrebbe fatto parte del cast della prossima serie televisiva Star Trek: Discovery e che avrebbe interpretato un personaggio di nome Han Bo, capitano dell'astronave Shenzhou e uno dei due personaggi principali, entrambi di sesso femminile.
Per costruire il personaggio del Capitano Georgiou, Michelle Yeoh si è affidata all'aiuto dello staff creativo, lavorando a stretto contatto con Aaron Herbets, Gretchen Berg, il regista del pilota David Seemel, Ted Sullivan, gli showrunner e gli sceneggiatori, così da avere un quadro più ampio di tutti gli aspetti del personaggio, compreso il suo passato non narrato nella serie. Michelle Yeoh ha inoltre interpretato il personaggio, mantenendo il proprio accento malese nativo, il che è stato ampiamente apprezzato dalla stampa malese. A proposito del suo personaggio, la Yeoh ha inoltre affermato di apprezzare un futuro in cui vi sia uguaglianza di genere e che Philippa Georgiou è "un'esploratrice nell'anima" e sostanzialmente una pacifista, seppure provenga da un passato di guerra. Philippa Georgiou avrebbe inoltre avuto un ruolo, proprio a causa del suo passato che l'ha portata a desiderare un futuro di pace, nella decisione di Sarek di affiancarle Michael Burnham a bordo della Shenzhou.

## Interpreti

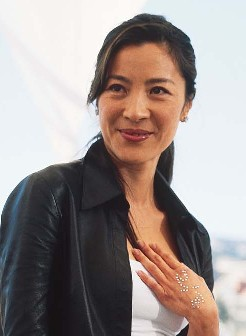
Michelle Yeoh, interprete di Philippa Georgiou

Il personaggio del capitano/imperatrice Philippa Georgiou viene interpretato dall'attrice malese di origini cinesi Michelle Yeoh, vincitrice del Golden Globe per il film Everything Everywhere All at Once nel 2023, fin dal primo episodio pilota della serie Star Trek: Discovery nel 2017. La Yeoh riprende poi il personaggio anche nell'episodio La stella più brillante della prima stagione della serie antologica Star Trek: Short Treks nel 2018. Dovrebbe inoltre ritornare a interpretare il personaggio di Philippa Georgiou nella successiva serie televisiva Star Trek: Section 31, secondo spin-off di Star Trek: Discovery, dopo Star Trek: Strange New Worlds, sul quale lo showrunner Alex Kurtzman sta lavorando già da tempo e che per la parte la Yeoh è, a gennaio 2023, ancora in trattativa.
Michelle Yeoh presta inoltre la voce al personaggio di Philippa Georgiou anche in un episodio della prima stagione della webserie Star Trek Logs, nel 2020, e nel videogioco Star Trek Online.
Nella versione in italiano di Star Trek: Discovery, il personaggio di Philippa Georgiou è doppiato da Laura Romano.

## Accoglienza
Nel fandom sono state fatte speculazioni, avanzando l'ipotesi di una possibile parentela tra l'Imperatrice Georgiou dell'universo dello specchio e la Hoshi Sato del medesimo universo che, nel doppio episodio In uno specchio oscuro (prima e seconda parte) (In A Mirror, Darkly: Part 1 e In A Mirror, Darkly: Part 2, 2005) della quarta stagione della serie televisiva Star Trek: Enterprise, preso il comando della nave stellare USS Defiant NCC-1764, proveniente dal futuro della Federazione per un incidente, mette la Terra sotto assedio impossessandosi del trono di Imperatrice, nell'anno 2155. A proposito di questo, Jordon Nardino, sceneggiatore dell'episodio Sfrenata ambizione (Vaulting Ambition, 2018), della prima stagione della serie Star Trek: Discovery, ha indicato che in effetti potrebbero anche esserci delle connessioni con Hoshi Sato, e la Georgiou essere un suo successore nella linea di comando, ma che Hoshi Sato è giapponese, mentre Philippa Georgiou è di origini cino-malesi, quindi la Georgiou non può essere una diretta discendente della Sato, al massimo una lontana cugina, ma che, in ogni caso, il trono imperiale terrestre probabilmente viene passato adottando il futuro erede del titolo, così come facevano gli imperatori romani.

## Merchandising
- Nel 2018 la Quantum Mechanix ha realizzato un'action figure in scala 1/6 (circa 30cm) del Capitano Philippa Georgiou, con uniforme dettagliata realizzata in stoffa e una combinazione di capelli scolpiti e real hair, che è stata presentata in anteprima al San Diego Comic-Con International.[24][25][26]

## Filmografia

### Cinema
- Star Trek: Section 31, regia di Olatunde Osunsanmi (2025)

### Televisione
- Star Trek: Discovery – serie TV, 24 episodi (2017-2020)
- Star Trek: Short Treks - serie TV, episodio 1x03 (2018)
- Star Trek Logs - webserie, episodio 1x03 (2020)

## Libri

### Romanzi
- (EN) David Mack, Desperate Hours, collana Star Trek: Discovery, n. 1, New York, Gallery Books, 2017, ISBN 1501164570.
- (EN) Dayton Ward, Drastic Measures, collana Star Trek: Discovery, n. 2, New York, Gallery Books, 2018, ISBN 1501171747.

## Videogiochi
- Star Trek Online (2010)
- Star Trek Timelines (2020)